# Jorge Soria Quiroga

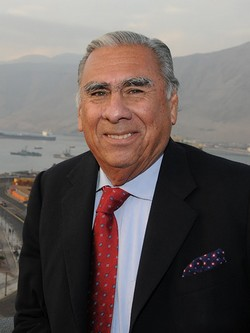
Jorge Soria, 2017

Jorge Alejandro Soria Quiroga (* 1. November 1936 in Iquique) ist ein chilenischer Politiker. Er war langjähriger Bürgermeister seiner Heimatstadt Iquique (1964–1973, 1992–2007, 2012–2016) und vertritt seit 2018 die Región de Tarapacá im Senat von Chile.

## Familie und Ausbildung
Soria wurde als Sohn von Alejandro Soria Varas und dessen Frau Elena Quiroga Albizu geboren. Sein Vater war ein Anhänger Salvador Allendes und war während dessen Präsidentschaft als Intendant der Region von Iquique tätig.
Soria ist mit Maria Inés Macchaviello Zorega verheiratet und sie haben zwei Söhne. Alle Familienmitglieder sind politisch aktiv. Sorias Ehefrau war Stadträtin in Iquique (2008–2012) und im benachbarten Alto Hospicio (2012–2016). Sohn Jorge war Mitglied im chilenischen Abgeordnetenhaus (1994–2002), Sohn Mauricio war zunächst Stadtrat und hat 2016 das Amt des Bürgermeisters in Iquique übernommen.
Soria besuchte die Grundschule in Iquique und anschließend das Internat Nacional Barros Arana in Santiago de Chile. Später kehrte er nach Iquique zurück, wo er seine Schullaufbahn am Liceo de Hombres de Iquique beendete. Anschließend arbeitete er für die familieneigene Reederei.

## Politische Laufbahn
Soria gehörte im Laufe seines politischen Werdegangs mehreren Parteien an, darunter mehreren Regionalparteien. Er trat zunächst der Partido Socialista (PS) bei, später wurde er auch Mitglied bei der Partido por la Democracia (PPD), der Partido Comunista (PCCh), der Partido de Acción Regionalista de Chile (PAR), der Partido Regionalista de los Independiente und MAS Región.
1964 begann er seine politische Karriere auf kommunaler Ebene, als er in den Stadtrat von Iquique gewählt wurde. Bereits ein Jahr später wurde er Bürgermeister der Stadt, nachdem Amtsinhaber Samuel Astorga Jorquera zurückgetreten war. Er blieb auf diesem Posten, bis es am 11. September 1973 zum Putsch in Chile kam. An diesem Tag wurde er von Angehörigen der Streitkräfte Chiles gefangen genommen und in das Konzentrationslager Pisagua gebracht, das für die Inhaftierung politischer Gefangener diente. Danach wurde er für fünf Jahre nach Mulchén in der in Zentralchile gelegenen Región del Biobío verbannt, wo er bis 1980 bleiben musste. Er kehrte anschließend wieder nach Iquique zurück.
Soria ist eines der Gründungsmitglieder der Partido por la Democracia in der Region de Tarapacá. Im Vorfeld des Referendums in Chile 1988, in dem über eine weitere Amtszeit des Militärdiktators Augusto Pinochet abgestimmt wurde, leitete er die Kampagne des oppositionellen Bündnisses in der Region, das sich gegen eine Verlängerung der Regierungszeit Pinochets einsetzte. Die Opposition erreichte beim Referendum am 5. Oktober 1988 die Mehrheit, woraufhin es im Folgejahr zu Parlamentswahlen kommen musste. Soria kandidierte als Unabhängiger für den Senat, verfehlte mit 16,74 Prozent der Stimmen allerdings einen der beiden vorderen Plätze, die für den Einzug nötig gewesen wären.

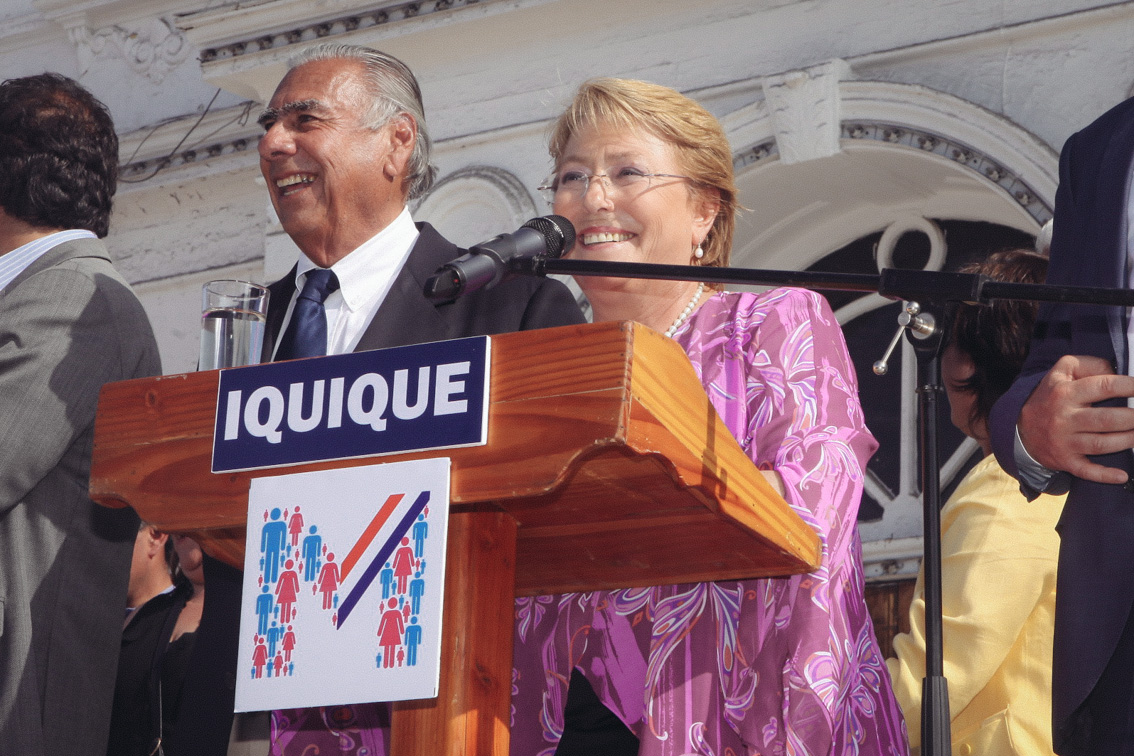
Bürgermeister Soria mit Michelle Bachelet bei einem ihrer Wahlkampfauftritte im Vorfeld der Präsidentschaftswahl in Chile 2013 in Iquique

Infolge der Transition in Chile kam es 1992 zu den ersten Kommunalwahlen nach der Rückkehr zur Demokratie. Soria kandidierte als Vertreter der Partido Comunista und gewann die Wahl zum Bürgermeister von Iquique. Bei den drei folgenden Kommunalwahlen trat er stets für andere politische Gruppierungen an und wurde immer wieder im Amt bestätigt. 1996 trat er für die PPD an, 2000 als unabhängiger Kandidat und 2004 für die Partido de Acción Regionalista de Chile (PAR). Die PAR wurde 2003 unter Beteiligung mehrerer regionaler Politiker und Sorias Familienmitgliedern gegründet und trat bei der Kommunalwahl in Chile 2004 erstmals an. Drei ihrer Vertreter wurden in den Stadtrat von Iquique gewählt; in Alto Hospicio erlangte Sorias Sohn Mauricio ein Mandat im Stadtrat, Sorias Frau scheiterte knapp bei der dortigen Bürgermeisterwahl.
Da er 2006 wegen verschiedener Vergehen verurteilt wurde, musste Soria das Bürgermeisteramt in diesem Jahr aufgeben. An seiner Stelle übernahm die Alianza-Politikerin Myrta Dubost diese Position. Nach der Verurteilung konnte er nicht für öffentliche Ämter kandidieren, so dass die Kommunalwahl in Chile 2008 ohne seine Beteiligung stattfand. Der Versuch, seinen Sohn Mauricio zum Bürgermeister zu küren, scheiterte. Er unterlag bei der Wahl gegen die Amtsinhaberin Dubost. Erst nachdem der Oberste Gerichtshof Soria am 24. April 2012 in allen Anklagepunkten freigesprochen hatte, konnte er zu der Kommunalwahl 2012 wieder antreten und sein vorheriges Amt zurückerlangen.
Am 6. Oktober 2016 trat er vom Amt des Bürgermeisters von Iquique zurück, um bei der Parlamentswahl 2017 für den Senat zu kandidieren. Sein Nachfolger wurde sein Sohn Mauricio. Bei der Senatswahl wurde Soria abermals von der PPD unterstützt, wurde jedoch als unabhängiger Kandidat gelistet. Er erreichte bei der Wahl 34,2 Prozent der Stimmen und wurde neben Luz Ebensperger als Repräsentant der Región de Tarapacá in den Senat gewählt. Seine Amtszeit begann 2018 und endet 2026.